# 川人貞史
川人 貞史（かわと さだふみ、1952年（昭和27年）12月7日 - ）は、日本の政治学者。博士（法学）（東京大学・論文博士・1993年）。東京大学名誉教授。北海道大学教授・東北大学教授・東京大学教授を経て、帝京大学教授。
専門は、日本政治、選挙研究。第一次資料に基づく実証分析を重視しつつ、新制度論政治学による日本政治についての理論構築を志向している。富山県西礪波郡福岡町赤丸生まれで、実父は神職で高岡第一高等学校長も務めた川人貞現。

## 経歴
略歴は以下のとおり。

### 学歴
- 1976年3月 - 東京大学法学部卒業
- 1978年3月 - 東京大学大学院法学政治学研究科修士課程修了
- 1980年4月 - 東京大学大学院法学政治学研究科公法専攻博士課程単位取得退学
- 1993年9月 - 博士（法学）（東京大学）（学位論文「日本の政党政治 1890-1937年 -議会分析と選挙の数量分析-」）[3]

### 職歴
- 1980年04月 - 北海道大学法学部助教授
- 1982年09月 - マサチューセッツ工科大学政治学部客員研究員（フルブライト・フェローシップ、1984年8月まで）
- 1990年08月 - 北海道大学法学部教授
- 1992年10月 - 東北大学法学部教授
- 1992年10月 - スタンフォード大学経営大学院客員研究員（1994年2月まで）
- 2000年04月 - 東北大学大学院法学研究科教授（大学院重点化による）
- 2006年09月 - ミシガン大学客員教授（2007年4月まで）
- 2009年04月 - 東京大学大学院法学政治学研究科教授（蒲島郁夫の後任）
- 2018年03月 - 東京大学定年退職
- 2018年04月 - 帝京大学法学部政治学科教授
- 2023年12月 - 日本学士院会員[4]

### その他の職歴
- 2008年から日本選挙学会（JAES)理事長。
- 内閣府衆議院議員選挙区画定審議会会長。

## 恩師
指導教官は京極純一。

## 主な受賞歴
2009年度（平成21年度）に『選挙制度と政党システム』および『日本の国会制度と政党政治』で日本学士院賞を受賞。

## 著書

### 単著
- 『日本の政党政治 1890-1937年――議会分析と選挙の数量分析』（東京大学出版会, 1992年）
- 『選挙制度と政党システム』（木鐸社, 2004年）
- 『日本の国会制度と政党政治』（東京大学出版会，2005年）
- 『シリーズ日本の政治1 議院内閣制』　（東京大学出版会，2015年）

### 共著
- （阿部齊・新藤宗幸）『日本の政治』（放送大学教育振興会, 1986年）
- （阿部斉・新藤宗幸）『概説 現代日本の政治』（東京大学出版会, 1990年）
- The Government and Politics of Japan, with Hitoshi Abe and Muneyuki Shindo, trans. by James W. White, (University of Tokyo Press, 1994).
- （吉野孝・平野浩・加藤淳子）『現代の政党と選挙』（有斐閣, 2001年　新版　2011年）

### 共編著
- （山元一）『政治参画とジェンダー』（東北大学出版会, 2007年）